# FC 아카데미아 키시너우
FC 아카데미아 키시너우(Fotbal Club Academia Chișinău)는 키시너우를 연고로 하는 몰도바의 축구단이다. 현재는 디비지아 나치오날러에 참가하고 있다.

## 선수 명단

### 역대
- 알렉산드루 수보로브(2013, 2016)